# Lijst van gemeentelijke monumenten in Zaanstad
De gemeente Zaanstad heeft 205 gemeentelijke monumenten. Hieronder een overzicht. 

## Assendelft
De plaats Assendelft kent 24 gemeentelijke monumenten:
| Object                                                                                 | Bouwjaar | Architect | Locatie                          | Coördinaten                   | Nr.        | Afbeelding                                                                             |
| -------------------------------------------------------------------------------------- | -------- | --------- | -------------------------------- | ----------------------------- | ---------- | -------------------------------------------------------------------------------------- |
| Houten woonhuis                                                                        |          |           | Dorpsstraat 101-103              | 52° 26' 46" NB, 4° 43' 16" OL | 0479/WN001 | Houten woonhuis                                                                        |
| Voorm. openbare lagere Zuiderschool                                                    |          |           | Dorpsstraat 116a                 | 52° 27' 3" NB, 4° 43' 26" OL  | 0479/WN002 | Voorm. openbare lagere Zuiderschool                                                    |
| Ned. Hervormde kerk (incl. orgel)                                                      | 1895     |           | Dorpsstraat 364 (achter nr. 382) | 52° 27' 58" NB, 4° 44' 21" OL | 0479/WN003 | Ned. Hervormde kerk (incl. orgel)                                                      |
| Woonhuis met voorm. dokterspraktijk                                                    |          |           | Dorpsstraat 369                  | 52° 27' 56" NB, 4° 44' 24" OL | 0479/WN004 | Woonhuis met voorm. dokterspraktijk                                                    |
| Voorm. raadhuis Assendelft                                                             |          |           | Dorpsstraat 370-380              | 52° 27' 58" NB, 4° 44' 24" OL | 0479/WN005 | Voorm. raadhuis Assendelft                                                             |
| Dubbel woonhuis                                                                        |          |           | Dorpsstraat 371-373              | 52° 27' 56" NB, 4° 44' 24" OL | 0479/WN006 | Dubbel woonhuis                                                                        |
| Hotel-restaurant (´Huize Assumburg´) met café en woongedeelte                          |          |           | Dorpsstraat 375                  | 52° 27' 57" NB, 4° 44' 24" OL | 0479/WN007 | Hotel-restaurant (´Huize Assumburg´) met café en woongedeelte                          |
| Houten dubbelwoonhuis (langhuis)                                                       |          |           | Dorpsstraat 399-401              | 52° 28' 3" NB, 4° 44' 29" OL  | 0479/WN008 | Upload foto                                                                            |
| Houten woonhuis met schuur                                                             |          |           | Dorpsstraat 400                  | 52° 27' 60" NB, 4° 44' 24" OL | 0479/WN009 | Upload foto                                                                            |
| Stenen stolpboerderij                                                                  |          |           | Dorpsstraat 476                  | 52° 28' 12" NB, 4° 44' 34" OL | 0479/WN010 | Upload foto                                                                            |
| Woonhuis met schuur en stolpboerderij                                                  |          |           | Dorpsstraat 564                  | 52° 28' 26" NB, 4° 44' 45" OL | 0479/WN011 | Upload foto                                                                            |
| Stenen stolpboerderij                                                                  |          |           | Dorpsstraat 601                  | 52° 28' 32" NB, 4° 44' 51" OL | 0479/WN012 | Stenen stolpboerderij                                                                  |
| Stolpboerderij                                                                         |          |           | Dorpsstraat 628                  | 52° 28' 42" NB, 4° 44' 56" OL | 0479/WN013 | Upload foto                                                                            |
| Stenen stolpboerderij                                                                  |          |           | Dorpsstraat 641                  | 52° 28' 39" NB, 4° 44' 57" OL | 0479/WN014 | Upload foto                                                                            |
| Stenen stolpboerderij met aangebouwde schuur en kapberg                                |          |           | Dorpsstraat 667                  | 52° 28' 44" NB, 4° 44' 59" OL | 0479/WN015 | Upload foto                                                                            |
| Stolpboerderij                                                                         |          |           | Dorpsstraat 677                  | 52° 28' 47" NB, 4° 45' 2" OL  | 0479/WN016 | Upload foto                                                                            |
| Houten dubbelwoonhuis met stenen voorgevel                                             |          |           | Dorpsstraat 685-687              | 52° 28' 51" NB, 4° 45' 4" OL  | 0479/WN017 | Upload foto                                                                            |
| Boerderij                                                                              |          |           | Dorpsstraat 689                  | 52° 28' 51" NB, 4° 45' 5" OL  | 0479/WN018 | Upload foto                                                                            |
| Stolpboerderij                                                                         |          |           | Dorpsstraat 739                  | 52° 29' 4" NB, 4° 45' 15" OL  | 0479/WN019 | Upload foto                                                                            |
| Stolpboerderij met aangebouwde veestal                                                 |          |           | Dorpsstraat 902                  | 52° 29' 19" NB, 4° 45' 30" OL | 0479/WN020 | Upload foto                                                                            |
| Voorm. school met schoolmeesterswoning                                                 |          |           | Nauerna 30-30a                   | 52° 26' 25" NB, 4° 45' 10" OL | 0479/WN021 | Voorm. school met schoolmeesterswoning                                                 |
| De molenschuur van de voormalige oliemolen De Paauw (incl. funderingen en oliekelders) |          |           | Nauerna 43                       | 52° 26' 29" NB, 4° 45' 12" OL | 0479/WN022 | De molenschuur van de voormalige oliemolen De Paauw (incl. funderingen en oliekelders) |
| Boerderij                                                                              |          |           | Nauerna 47                       | 52° 26' 32" NB, 4° 45' 13" OL | 0479/WN023 | Boerderij                                                                              |
| Stolpboerderij                                                                         |          |           | Veenpolderdijk 9                 | 52° 27' 25" NB, 4° 44' 18" OL | 0479/WN024 | Upload foto                                                                            |

## Koog aan de Zaan
De plaats Koog aan de Zaan kent 15 gemeentelijke monumenten:
| Object                                                                            | Bouwjaar | Architect | Locatie                       | Coördinaten                   | Nr.        | Afbeelding                                         |
| --------------------------------------------------------------------------------- | -------- | --------- | ----------------------------- | ----------------------------- | ---------- | -------------------------------------------------- |
| R.-k. pastorie ´H.H. Martelaren van Gorcum´                                       |          |           | Boschjesstraat 113            | 52° 27' 59" NB, 4° 48' 25" OL | 0479/WN025 | R.-k. pastorie ´H.H. Martelaren van Gorcum´        |
| R.-k. kerk H.H. Martelaren van Gorcum, incl. orgel                                |          |           | Boschjesstraat 115            | 52° 27' 59" NB, 4° 48' 24" OL | 0479/WN026 | R.-k. kerk H.H. Martelaren van Gorcum, incl. orgel |
| Voorm. woonhuis Jan Meyer (gemeentearchitect Koog a/d Zaan)                       |          |           | Breestraat 80                 | 52° 27' 40" NB, 4° 48' 34" OL | 0479/WN027 | Upload foto                                        |
| Villa met koetshuis                                                               |          |           | Hoogstraat 7                  | 52° 28' 6" NB, 4° 48' 45" OL  | 0479/WN028 | Upload foto                                        |
| Voorm. (witte) villa familie Honig ('balkenvilla')                                |          |           | Lagendijk 3                   |                               | 0479/WN029 | Voorm. (witte) villa familie Honig ('balkenvilla') |
| Schoorsteen                                                                       |          |           | Lagendijk, achter 6 t/m 12    |                               | 0479/WN030 | Upload foto                                        |
| Stenen voorm. woonhuis mw. M.A. van de Goot-Honig                                 |          |           | Raadhuisstraat 38             | 52° 27' 43" NB, 4° 48' 40" OL | 0479/WN031 | Upload foto                                        |
| Houten goedjaarseind/luchthuis                                                    |          |           | Raadhuisstraat 38, achter nr. |                               | 0479/WN032 | Upload foto                                        |
| Houten woonhuis (voorm. beurtvaartschipperskantoor en remmingswerk/aanlegsteiger) |          |           | Raadhuisstraat 4              | 52° 27' 40" NB, 4° 48' 42" OL | 0479/WN033 | Upload foto                                        |
| Voorm. raadhuis Koog a/d Zaan                                                     |          |           | Raadhuisstraat 86             | 52° 27' 49" NB, 4° 48' 40" OL | 0479/WN034 | Upload foto                                        |
| Voorm. dienstwoningen Stijfselfabriek ´De Bijenkorf´ (voorheen M.K. Honig)        |          |           | Sportstraat 12-14             | 52° 27' 53" NB, 4° 48' 38" OL | 0479/WN035 | Upload foto                                        |
| Voorm. dienstwoning Stijfselfabriek ´De Bijenkorf´ (voorheen M.K. Honig)          |          |           | Sportstraat 2                 | 52° 27' 53" NB, 4° 48' 40" OL | 0479/WN036 | Upload foto                                        |
| Fabrieksschoorsteen                                                               |          |           | Stationsstraat (achter) 76    |                               | 0479/WN037 | Upload foto                                        |
| Postkantoor                                                                       |          |           | Stationsstraat 80             | 52° 28' 10" NB, 4° 48' 22" OL | 0479/WN038 | Upload foto                                        |
| Voorm. boerderij met woonhuis, stal en kapberg                                    | 1915     |           | Weeshuisland 62-64            | 52° 27' 36" NB, 4° 48' 17" OL | 0479/WN039 | Voorm. boerderij met woonhuis, stal en kapberg     |

## Krommenie
De plaats Krommenie kent 17 gemeentelijke monumenten:
| Object                                                                         | Bouwjaar | Architect | Locatie                | Coördinaten                   | Nr.        | Afbeelding                  |
| ------------------------------------------------------------------------------ | -------- | --------- | ---------------------- | ----------------------------- | ---------- | --------------------------- |
| Schuur                                                                         |          |           | Heiligeweg 25 (bij)    |                               | 0479/WN040 | Upload foto                 |
| Houten woonhuis                                                                |          |           | Kerkplein 8            | 52° 30' 1" NB, 4° 46' 7" OL   | 0479/WN041 | Upload foto                 |
| Stenen stolpboerderij                                                          |          |           | Krommeniedijk 6        | 52° 30' 53" NB, 4° 46' 6" OL  | 0479/WN042 | Upload foto                 |
| Stenen stolpboerderij                                                          |          |           | Krommeniedijk 106      | 52° 31' 1" NB, 4° 45' 39" OL  | 0479/WN043 | Upload foto                 |
| Stenen voorm. pastorie 'de Oude Pastorij'                                      |          |           | Krommeniedijk 190      | 52° 31' 1" NB, 4° 44' 55" OL  | 0479/WN044 | Upload foto                 |
| Stenen stolpboerderij                                                          |          |           | Krommeniedijk 191      | 52° 30' 58" NB, 4° 44' 55" OL | 0479/WN045 | Upload foto                 |
| Stenen stolpboerderij 'Vossenhoeve'                                            |          |           | Krommeniedijk 192      | 52° 30' 55" NB, 4° 44' 56" OL | 0479/WN046 | Upload foto                 |
| Stenen stolpboerderij                                                          |          |           | Molletjesveer 1        | 52° 30' 52" NB, 4° 46' 36" OL | 0479/WN047 | Upload foto                 |
| Schoorsteen bij stoomgemaal polder 't Woud (later ledervetfabriek 'de Rapide´) |          |           | Noordervaartdijk 26-27 | 52° 30' 28" NB, 4° 46' 36" OL | 0479/WN048 | Upload foto                 |
| 'Weversend'                                                                    |          |           | Padlaan 1              | 52° 29' 56" NB, 4° 46' 9" OL  | 0479/WN049 | Upload foto                 |
| Houten twee-onder-een-kapwoonhuis                                              |          |           | Spinderspad 2-4        | 52° 29' 57" NB, 4° 46' 11" OL | 0479/WN050 | Upload foto                 |
| Houten twee-onder-een-kapwoonhuis                                              |          |           | Spinderspad 6-8        | 52° 29' 57" NB, 4° 46' 11" OL | 0479/WN051 | Upload foto                 |
| Stenen stolpboerderij ´Hoeve De Witte Klaver´                                  |          |           | Uitweg 3               | 52° 30' 37" NB, 4° 46' 9" OL  | 0479/WN052 | Upload foto                 |
| Schoorsteen Forbo                                                              |          |           | Vlietsend, bij 22-24   |                               | 0479/WN053 | Upload foto                 |
| Houten woonhuis met bedrijfsgebouwen                                           |          |           | Zuiderhoofdstraat 23   | 52° 29' 50" NB, 4° 46' 1" OL  | 0479/WN054 | Upload foto                 |
| Stolpboerderij ´de Invlugt´                                                    |          |           | Westknollendam 121     | 52° 30' 56" NB, 4° 46' 56" OL | 0479/WN055 | Stolpboerderij ´de Invlugt´ |
| Houten voorm. henneppakhuis (Verwers Vernis en Stoommetaaldrukkerij)           |          |           | Zuiderhoofdstraat 123  | 52° 29' 57" NB, 4° 46' 7" OL  | 0479/WN056 | Upload foto                 |

## Westknollendam
De plaats Westknollendam kent 1 gemeentelijk monument:
| Object                                                              | Bouwjaar | Architect | Locatie         | Coördinaten                  | Nr.        | Afbeelding  |
| ------------------------------------------------------------------- | -------- | --------- | --------------- | ---------------------------- | ---------- | ----------- |
| Houten boerderij ´Op ´t Skoft´ (stenen woonhuis met houten kapberg) |          |           | Schouwstraat 11 | 52° 31' 6" NB, 4° 46' 56" OL | 0479/WN057 | Upload foto |

## Westzaan
De plaats Westzaan kent 19 gemeentelijke monumenten:
| Object                                                                                                | Bouwjaar | Architect | Locatie                  | Coördinaten                   | Nr.        | Afbeelding                                                          |
| --- | -------- | --------- | ------------------------ | ----------------------------- | ---------- | ------------------------------------------------------------------- |
| Stolpboerderij                                                                                        |          |           | J.J. Allanstraat 48      | 52° 26' 43" NB, 4° 46' 38" OL | 0479/WN058 | Stolpboerderij                                                      |
| Houten woonhuis (´de Gelaarsde Kat´)                                                                  |          |           | J.J. Allanstraat 112     | 52° 26' 54" NB, 4° 46' 36" OL | 0479/WN059 | Houten woonhuis (´de Gelaarsde Kat´)                                |
| Langhuisboerderij                                                                                     |          |           | J.J. Allanstraat 265     | 52° 27' 13" NB, 4° 46' 30" OL | 0479/WN060 | Langhuisboerderij                                                   |
| Hooihuisboerderij (stenen woonhuis, stenen stal en houten hooihuis)                                   |          |           | J.J. Allanstraat 314     | 52° 27' 32" NB, 4° 46' 25" OL | 0479/WN061 | Hooihuisboerderij (stenen woonhuis, stenen stal en houten hooihuis) |
| Hooihuisboerderij met schuren                                                                         |          |           | J.J. Allanstraat 350     | 52° 27' 37" NB, 4° 46' 24" OL | 0479/WN062 | Hooihuisboerderij met schuren                                       |
| Houten boerderij                                                                                      |          |           | Middel 95                | 52° 28' 25" NB, 4° 46' 36" OL | 0479/WN063 | Upload foto                                                         |
| Pannenkapberg (bij boerderij met woonhuis)                                                            |          |           | Middel 198               | 52° 28' 41" NB, 4° 46' 32" OL | 0479/WN064 | Upload foto                                                         |
| Stenen stolpboerderij met schuur en roedenhooiberg                                                    |          |           | Middel 270               | 52° 29' 5" NB, 4° 46' 22" OL  | 0479/WN065 | Upload foto                                                         |
| Boerderij in bouwkundig zeer slechte staat                                                            |          |           | Nauernasche Vaartdijk 29 | 52° 27' 38" NB, 4° 45' 49" OL | 0479/WN066 | Upload foto                                                         |
| Houten woonhuis                                                                                       |          |           | Overtoom 4               | 52° 25' 54" NB, 4° 47' 24" OL | 0479/WN067 | Upload foto                                                         |
| Voorm. biscuitfabriek Vicomte - fa. M. Hildering (incl. houten zaadpakhuis ´de Dekker´)               |          |           | Overtoom 30              | 52° 25' 55" NB, 4° 47' 17" OL | 0479/WN068 | Upload foto                                                         |
| Voorm. graanmalerij/foeragehandel J. Schoen SZ. op oude molenplaats (beschermd dorpsgezicht Westzaan) |          |           | Watermolenstraat 21      | 52° 27' 43" NB, 4° 46' 15" OL | 0479/WN069 | Upload foto                                                         |
| Houten woonhuis                                                                                       |          |           | Weiver 52-54             | 52° 27' 60" NB, 4° 46' 28" OL | 0479/WN070 | Upload foto                                                         |
| Molen 'de Jonge Dirk' (diverse functies)                                                              |          |           | Westzijderveld           | 52° 27' 14" NB, 4° 48' 16" OL | 0479/WN071 | Meer afbeeldingen                                                   |
| Stolpboerderij en walhuisje                                                                           |          |           | Zuideinde 120            | 52° 26' 6" NB, 4° 46' 49" OL  | 0479/WN072 | Upload foto                                                         |
| Houten villa ´Sonnewende´ (voorm. woonhuis dokter Joh. Van den Broecke)                               |          |           | Zuideinde 187            | 52° 26' 20" NB, 4° 46' 43" OL | 0479/WN073 | Upload foto                                                         |
| Stolpboerderij                                                                                        |          |           | Zuideinde 193-195        | 52° 26' 21" NB, 4° 46' 43" OL | 0479/WN074 | Upload foto                                                         |
| Pannenkapberg                                                                                         |          |           | Zuideinde 210-212        | 52° 26' 22" NB, 4° 46' 44" OL | 0479/WN075 | Upload foto                                                         |
| Schuur                                                                                                |          |           | Zuideinde 274            | 52° 26' 34" NB, 4° 46' 41" OL | 0479/WN076 | Upload foto                                                         |

## Wormerveer
De plaats Wormerveer kent 30 gemeentelijke monumenten:
| Object | Bouwjaar | Architect | Locatie                   | Coördinaten                   | Nr.        | Afbeelding  |
| --- | -------- | --------- | ------------------------- | ----------------------------- | ---------- | ----------- |
| Houten voorm. pakhuis 'de Wildeboer'                                                                                          |          |           | Dubbelebuurt 19           | 52° 29' 19" NB, 4° 48' 13" OL | 0479/WN077 | Upload foto |
| Houten winkelwoonhuis met stenen voorgevel                                                                                    |          |           | Dubbelebuurt 21-23        | 52° 27' 51" NB, 4° 48' 42" OL | 0479/WN078 | Upload foto |
| Houten dubbelwoonhuis |          |           | Dubbelebuurt 22-22a       | 52° 27' 51" NB, 4° 48' 42" OL | 0479/WN079 | Upload foto |
| Oude Begraafplaats |          |           | Markstraat bij            | 52° 29' 36" NB, 4° 47' 19" OL | 0479/WN080 | Upload foto |
| Stenen villa |          |           | Marktstraat 112           | 52° 29' 37" NB, 4° 47' 16" OL | 0479/WN081 | Upload foto |
| Voorm. Noorderschool, nu kosterswoning en catechisatielokaal                                                                  |          |           | Noordeinde 20             | 52° 29' 39" NB, 4° 47' 31" OL | 0479/WN082 | Upload foto |
| Winkelwoonhuis |          |           | Noordeinde 5-6            | 52° 29' 36" NB, 4° 47' 30" OL | 0479/WN083 | Upload foto |
| Voorm. woonhuis koopman J. Kaan met houten pakhuis                                                                            |          |           | Noordeinde 7              | 52° 29' 37" NB, 4° 47' 30" OL | 0479/WN084 | Upload foto |
| Houten winkelwoonhuis |          |           | Noordeinde 8, 9           | 52° 29' 37" NB, 4° 47' 31" OL | 0479/WN085 | Upload foto |
| Woonhuis |          |           | Noordeinde 66             | 52° 29' 47" NB, 4° 47' 39" OL | 0479/WN086 | Upload foto |
| Voorm. kaaspakhuis 'Purmerend'                                                                                                |          |           | Sluispad 15               | 52° 29' 31" NB, 4° 47' 19" OL | 0479/WN087 | Upload foto |
| Voorm. kantoor gasfabriek |          |           | Wandelweg 7               | 52° 29' 21" NB, 4° 47' 42" OL | 0479/WN088 | Upload foto |
| Stolpboerderij 'het Melkhuis'                                                                                                 |          |           | Wandelweg 72-72a          | 52° 29' 11" NB, 4° 48' 3" OL  | 0479/WN089 | Upload foto |
| Wilhelminapark (1,6 ha.) |          |           | Wandelweg/Zaanweg, tussen | 52° 29' 17" NB, 4° 48' 3" OL  | 0479/WN090 | Upload foto |
| Voorm. koetshuis zeepfabrikant Dekker (rechts), stenen paardenstal (links) en achtergelegen koetsierswoning (fabriek Laan)    |          |           | Weverstraat 26            | 52° 29' 23" NB, 4° 47' 47" OL | 0479/WN091 | Upload foto |
| Voorm. pakhuis (blauwsel en cacao) 'de Ruiter'                                                                                |          |           | Zaanweg 4                 | 52° 29' 21" NB, 4° 48' 8" OL  | 0479/WN092 | Upload foto |
| Voorm. fabrikantenwoning Dirk Blaauw (Rehobothkerk)                                                                           |          |           | Zaanweg 5                 | 52° 29' 21" NB, 4° 48' 7" OL  | 0479/WN093 | Upload foto |
| Voorm. fabriekswoning papierfabrikant Hendrik van Gelder                                                                      |          |           | Zaanweg 14                | 52° 29' 22" NB, 4° 48' 3" OL  | 0479/WN094 | Upload foto |
| Winkelwoonhuis |          |           | Zaanweg 44                | 52° 29' 26" NB, 4° 47' 53" OL | 0479/WN095 | Upload foto |
| Voorm. fabrikantenwoning Jan Vis Albertsz (Wessanen´s Koninklijke Fabrieken)                                                  |          |           | Zaanweg 46                | 52° 29' 26" NB, 4° 47' 53" OL | 0479/WN096 | Upload foto |
| Voorm. fabrikantenwoning 'Huis met de Kettingen' van papiermaker Pieter Hendrik van Gelder (Wessanen´s Koninklijke Fabrieken) |          |           | Zaanweg 47a-n             | 52° 29' 27" NB, 4° 47' 51" OL | 0479/WN097 | Upload foto |
| Voorm. fabrikantenwoning Gerard Willem Bloemendaal                                                                            |          |           | Zaanweg 48                | 52° 29' 26" NB, 4° 47' 51" OL | 0479/WN098 | Upload foto |
| Voorm. kantoor firma Wessanen & Laan en woning                                                                                |          |           | Zaanweg 50                | 52° 29' 26" NB, 4° 47' 50" OL | 0479/WN099 | Upload foto |
| Voorm. kantoor firma Wessanen & Laan                                                                                          |          |           | Zaanweg 51                | 52° 29' 26" NB, 4° 47' 49" OL | 0479/WN100 | Upload foto |
| Voorm. kantoor firma Wessanen & Laan                                                                                          |          |           | Zaanweg 52                | 52° 29' 26" NB, 4° 47' 49" OL | 0479/WN101 | Upload foto |
| Voorm. kantoor firma Bloemendaal & Laan                                                                                       |          |           | Zaanweg 53                | 52° 29' 27" NB, 4° 47' 48" OL | 0479/WN102 | Upload foto |
| Winkelwoonhuis |          |           | Zaanweg 60                | 52° 29' 26" NB, 4° 47' 45" OL | 0479/WN103 | Upload foto |
| Winkelwoonhuis |          |           | Zaanweg 64                | 52° 29' 26" NB, 4° 47' 43" OL | 0479/WN104 | Upload foto |
| Voorm. fabrikantendirecteurswoning Jan Prins ('Huis te Zaanen')                                                               |          |           | Zaanweg 93-94             | 52° 29' 26" NB, 4° 47' 33" OL | 0479/WN105 | Upload foto |
| Voorm. pakhuis 'de Klok' |          |           | Zuideinde 12              | 52° 29' 16" NB, 4° 48' 21" OL | 0479/WN106 | Upload foto |

## Zaandam
De plaats Zaandam kent 83 gemeentelijke monumenten, zie de lijst van gemeentelijke monumenten in Zaandam

## Zaandijk
De plaats Zaandijk kent 16 gemeentelijke monumenten:
| Object                                                                                    | Bouwjaar | Architect | Locatie              | Coördinaten                   | Nr.        | Afbeelding                                                                                |
| ----------------------------------------------------------------------------------------- | -------- | --------- | -------------------- | ----------------------------- | ---------- | ----------------------------------------------------------------------------------------- |
| Houten woonhuis (Domineestuin)                                                            |          |           | Domineestuin 3       | 52° 28' 32" NB, 4° 48' 30" OL | 0479/WN190 | Upload foto                                                                               |
| Houten woonhuis (Domineestuin)                                                            |          |           | Domineestuin 6       | 52° 28' 33" NB, 4° 48' 31" OL | 0479/WN191 | Upload foto                                                                               |
| Voorm. houten zaadpakhuis 'de Schans' (Domineestuin)                                      |          |           | Hazepad 39           | 52° 28' 35" NB, 4° 48' 31" OL | 0479/WN192 | Upload foto                                                                               |
| Houten woonhuis (Domineestuin)                                                            |          |           | Hazepad 81           | 52° 28' 33" NB, 4° 48' 21" OL | 0479/WN193 | Upload foto                                                                               |
| Houten pakhuis 'de Tulp'                                                                  |          |           | Herderskindpad 2     | 52° 28' 50" NB, 4° 48' 30" OL | 0479/WN194 | Upload foto                                                                               |
| Voorm. pastorie                                                                           |          |           | Kerkstraat 11-13     | 52° 28' 33" NB, 4° 48' 41" OL | 0479/WN195 | Upload foto                                                                               |
| Voorm. Ned. Herv. Kerk (´Zaandijkerkerk´)                                                 |          |           | Kerkstraat 6-10      | 52° 28' 32" NB, 4° 48' 40" OL | 0479/WN196 | Voorm. Ned. Herv. Kerk (´Zaandijkerkerk´)                                                 |
| Houten woonhuis (Gortershoek)                                                             |          |           | Lagedijk 14          | 52° 28' 20" NB, 4° 48' 43" OL | 0479/WN197 | Houten woonhuis (Gortershoek)                                                             |
| Voorm. (houten) winkelwoonhuis, in 1814 boekhandel (Gortershoek)                          |          |           | Lagedijk 16          | 52° 27' 57" NB, 4° 48' 47" OL | 0479/WN198 | Voorm. (houten) winkelwoonhuis, in 1814 boekhandel (Gortershoek)                          |
| Seinmast bij poldergemaal t Leven' (Uitwaterende Sluizen)                                 |          |           | Lagedijk 143         | 52° 28' 51" NB, 4° 48' 32" OL | 0479/WN199 | Upload foto                                                                               |
| Houten huis (voorm. bakkerij)                                                             |          |           | Lagedijk 214         | 52° 28' 37" NB, 4° 48' 37" OL | 0479/WN200 | Houten huis (voorm. bakkerij)                                                             |
| Voorm. zaadpakhuis ´het Vette Schaap'                                                     |          |           | Lagedijk 280         | 52° 28' 44" NB, 4° 48' 31" OL | 0479/WN201 | Upload foto                                                                               |
| Houten voorm. papierpakhuis 'de Baars'                                                    |          |           | Lagedijk 5 ,naast nr |                               | 0479/WN202 | Upload foto                                                                               |
| Houten voorm. papierpakhuis 'de Bijkorf', papierfabrikant Jan Jacobzn Honig (Gortershoek) |          |           | Lagedijk 98          | 52° 28' 26" NB, 4° 48' 52" OL | 0479/WN203 | Houten voorm. papierpakhuis 'de Bijkorf', papierfabrikant Jan Jacobzn Honig (Gortershoek) |
| Woningen                                                                                  |          |           | Smidslaan 3          | 52° 28' 17" NB, 4° 48' 40" OL | 0479/WN204 | Upload foto                                                                               |
| Houten voorm. drukkerij Boek- en Handelsdrukkerij P.J. Out (Gortershoek)                  |          |           | Zaagselpad 1-3       | 52° 28' 15" NB, 4° 48' 39" OL | 0479/WN205 | Upload foto                                                                               |